# Anopsie
Een anopsie of anopie is de term voor een uitval in de visuele waarneming waarbij de oogzenuwen betrokken zijn. In veel gevallen betreft het een anopsie van een (gedeelte van) een van beide ogen ofwel een hemianopsie. De veel algemenere term blindheid beslaat een veel groter aantal oogproblemen.
De term anopsie komt van het Oud-Griekse  ἀν- (an-), "geen-" en ὄψις (opsis) "zicht".